# Torkelstjärnen, Västergötland
Torkelstjärnen är en sjö i Marks kommun i Västergötland och ingår i Rolfsåns huvudavrinningsområde.